# Eudorylas triangularis
Eudorylas triangularis är en tvåvingeart som beskrevs av Christian Kehlmaier 2005. Eudorylas triangularis ingår i släktet Eudorylas och familjen ögonflugor.
Artens utbredningsområde är Kroatien. Inga underarter finns listade i Catalogue of Life.